# Listă de pictori suedezi
Aceasta este o listă a pictorilor și graficienilor suedezi
- Aguéli, Ivan (1869–1917) pictor
- Albertus Pictor (1440 k. – 1507 k.) pictor
- Almqvist, Bertil (1902–1972) grafician
- Arnold, Hans (1925) grafician
- Arosenius, Ivar (1878–1909) pictor, grafician
- Bauer, John (1882–1918) pictor, grafician
- Berg, Björn (1923) pictor, grafician
- Berg, Richard (1858–1919) pictor
- Beskow, Elsa (1874–1953) scriitor de cărți pentru copii, pictor, grafician
- Blommér, Nils (1816–1853) pictor
- Borg, Carl Oscar (1879–1947) pictor
- Brusewitz, Gunnar (1924–2004) grafician, editor
- Cederström, Gustaf (1845–1933) pictor
- Dahl, Michael (1659 k. – 1743) pictor
- Dardel, Niels von (1888–1943) pictor
- Desmarées, George (1697–1776) pictor
- Edelmann, Yrjö (1942) pictor, grafician
- Ehrenstrahl, David Klöcker (1628–1698) pictor
- Ekwall, Knut (1843–1912) pictor
- Fagerlin, Ferdinand Julius (1825–1907) pictor
- Franzén, John Erik (1942) artist plastic, pictor
- Grünewald, Isaac (1889–1946) pictor
- Hellqvist, Carl Gustaf (1851–1890) pictor
- Hill, Carl Fredrik (1849–1911) pictor, grafician
- Hjertén, Sigrid (1885–1948) pictor
- Högfeldt, Robert (1894–1984) pictor, grafician, karikaturista
- Hörberg, Per (1746–1816) pictor
- Jenő herceg (1865–1947) pictor, colecționar de artă
- Jernberg, August (1826–1896) pictor
- Josephson, Ernst (1851–1906) pictor
- Klint, Hilma af (1862–1944) artist plastic, pictor
- Kronberg, Julius (1850–1921) pictor
- Larsson, Carl (1853–1919) pictor, designer
- Lidströmer, Louise (1948) pictor, sculptor
- Liljefors, Bruno (1860–1939) pictor, desenator benzi desenate
- Lindberg, Stig (1916–1982) pictor, ilustrator
- Lindegren, Amalia (1814–1891) pictor
- Linér, Per (1853–1939) pictor
- Ljungberg, Sven (1913) pictor, artist mozaicuri
- Löwenhielm, Carl Gustaf (1790–1858) diplomat, pictor
- Lundberg, Gustaf (1695–1786) pictor
- Lundgren, Egron (1815–1875) pictor
- Malmström, Johan August (1829–1901) pictor
- Martin, Elias (1739-1818) pictor
- Masreliez, Louis (1748–1810) pictor,
- Meytens, Martin van (1695–1770) pictor
- Nemes Endre (1909–1985) pictor, grafician
- Nerman, Einar (1888–1983) grafician
- Nevala, Johannes (1966) pictor
- Nystroem, Gösta (1890–1966) compozitor, pictor
- Nyström, Jenny (1854–1946) pictor, grafician
- Olson, Erik (1901–1986) pictor
- Palm, Gustaf Wilhelm (1810–1890) pictor
- Pasch, Lorenz, id. (1702–1766) pictor
- Pasch, Lorenz, ifj. (1733–1805) pictor
- Pasch, Ulrika (1735–1796) pictor
- Pilo, Carl Gustaf (1711–1793) pictor
- Pirinen, Joakim (1961) grafician, desenator benzi desenate
- Rohl, Maria Christina (1801–1875) pictor
- Rosen, Georg von (1843–1923) pictor
- Roslin, Alexander (1718–1793) pictor
- Sandberg, Johan Gustaf (1782-1854) pictor
- Sandzén, Birger (1871–1954) pictor
- Schantz, Philip von (1928–1998) pictor, grafician
- Sjögren, Ann Mari (1918) pictor, ilustrator
- Sjöö, Monica (1938–2005) pictor, scriitor
- Sparre, Louis (1863–1964) pictor,
- Strindberg, August (1849–1912), pictor
- Törnå, Oscar (1842-1894), pictor
- Wahlbom, Carl (1810–1858) pictor
- Wåhlin, Kristian (1971) muzician, grafician
- Wennerberg, Brynolf (1866–1950) grafician, pictor
- Winge, Mårten Eskil (1825–1896) pictor
- Zorn, Anders (1860–1920) pictor, printmaker